# Hans Grimm

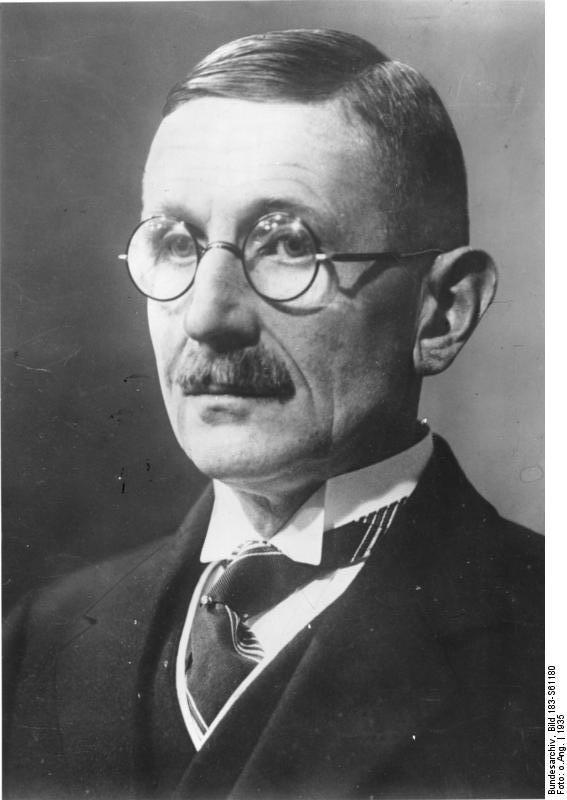
Hans Grimm (1935)

Hans Emil Wilhelm Grimm (* 22. März 1875 in Wiesbaden; † 27. September 1959 in Lippoldsberg an der Weser) war ein deutscher Schriftsteller und Publizist. Sein Buchtitel Volk ohne Raum wurde das Motto der nationalsozialistischen Expansionspolitik.

## Leben

### Kindheit und Jugend
Sein Vater, der Rechtshistoriker und Hochschullehrer Julius Grimm (1821–1911), war Landtagsabgeordneter der Nationalliberalen Partei und 1882 an der Gründung des Deutschen Kolonialvereins beteiligt. Der Jurist und Reichstagsabgeordnete Karl Grimm (1826–1893) war ein Bruder seines Vaters.
Als Kind war Grimm scheu und träumerisch. Er lebte zurückgezogen, da er durch einen Unfall stark sehbehindert war und außerdem unter Allergien litt. Bereits früh zeigte er schriftstellerisches Talent: So verfasste er im Alter von zwölf Jahren ein Drama über Robin Hood. Nach dem Abitur 1894 begann er, in Lausanne Literaturwissenschaft zu studieren, brach das Studium jedoch auf Druck seines Vaters bereits nach einem Jahr wieder ab.
Ab 1895 durchlief er in London eine Ausbildung zum Außenhandelskaufmann. Nach deren Abschluss 1897 wurde Grimm von einem deutschen Handelsunternehmen in Port Elizabeth (Kapkolonie, heute Südafrika) eingestellt. Ab 1901 war er selbständiger Kaufmann und Hafenagent in East London und bewirtschaftete zusätzlich eine Farm. 1908 kam er für kurze Zeit nach Deutschland.

### Karriere als Publizist und Schriftsteller
1910 kehrte er im Auftrag der in Berlin verlegten Täglichen Rundschau nach Afrika zurück und verfasste Presseberichte aus der damaligen deutschen Kolonie Deutsch-Südwestafrika, dem heutigen Namibia. In seinen Texten aus dieser Zeit taucht erstmals das Schlagwort der „Lebensraumpolitik“ auf, mit dem er später in weiten Kreisen bekannt wurde. In den 1920er Jahren kehrte er besuchsweise privat nach Südwestafrika zurück und brachte aus dieser Region Fotos unterschiedlichster Motive zurück, die in seinem Nachlass nach aktuellen Forschungen am Deutschen Literaturarchiv Marbach einigen seiner literarischen Arbeiten zugeordnet werden können.
Nach seiner Rückkehr nach Deutschland begann er 1911 ein Studium der Staatswissenschaften in München (1914–1915) und in Hamburg. Daneben betätigte er sich als freier Schriftsteller. 1913 erschienen die Südafrikanischen Novellen, in denen er seine Eindrücke aus Deutsch-Südwestafrika verarbeitete und eine rassistische Einstellung gegenüber den afrikanischen Einwohnern artikulierte.
Im Ersten Weltkrieg diente Grimm zunächst als Soldat an der Westfront, später als Dolmetscher. 1917 schrieb er im Auftrag der Obersten Heeresleitung Der Ölsucher von Duala. Das Buch erschien aufgrund von Papiermangel erst 1918. Darin kolportierte er den angeblichen Verrat der Duala um Rudolf Manga Bell gegen die Deutschen und die seines Erachtens ungebührliche Behandlung deutscher Kolonialisten durch die Siegermächte des Ersten Weltkriegs. Nach Einschätzung von Uwe-Karsten Ketelsen oblag ihm, „die kolonialen Ambitionen des Deutschen Reiches und seiner Führungsschichten“ zu propagieren. Das Buch wurde 1933 neu verlegt. Es diente dem Langen Müller Verlag nach Eigenaussage zur „Profilierung im nationalsozialistischen Deutschland“. In der nationalsozialistischen Literaturgeschichtsschreibung firmierte es als „Notbuch der weißen Rasse überhaupt“ (Hellmuth Langenbucher). Nach Abschluss des Romans wurde Grimm in der Obersten Heeresleitung als Militärpropagandist beschäftigt. Seine Aufgabe war es, vor allem der Presse des neutralen Auslands „die deutsche Unschuld am Krieg [zu] erklären“.
Nach Kriegsende erwarb Grimm ein Herrenhaus am ehemaligen Kloster Lippoldsberg und ließ sich hier im Winter 1918 als freier Schriftsteller nieder. Wie viele deutschnationale Politiker und Intellektuelle empfand er die deutsche Niederlage im Ersten Weltkrieg – und insbesondere den damit verbundenen Verlust der deutschen Kolonien – als nationale Schmach und stand der konstituierten Weimarer Republik ablehnend gegenüber.

### Durchbruch mitVolk ohne Raum
Ab 1920 arbeitete Grimm in Lippoldsberg an dem Roman Volk ohne Raum, der ihn bei seinem Erscheinen 1926 schlagartig prominent machte. Darin propagierte er den Erwerb von Lebensraum als Lösungsstrategie für die wirtschaftlichen und politischen Probleme der deutschen Republik. Der Roman war eines der meistverkauften Bücher der Weimarer Republik, sein Titel wurde rasch zu einem geflügelten Wort. Der Slogan Volk ohne Raum bot sich als griffige Formel an, mit der alle sozialen und wirtschaftlichen Probleme der Republik kausal auf einen vermeintlichen Raummangel zurückgeführt wurden. Grimms Roman wirkte als Resonanzverstärker einer Stimmung, die als „kollektive Klaustrophobie“ bezeichnet werden könnte und wenig später von den Nationalsozialisten in ihren Vorstellungen vom „Lebensraum im Osten“ aufgegriffen und schließlich im sogenannten Generalplan Ost umgesetzt wurde. Grimm war einer der Lieblingsautoren Adolf Hitlers.
Grimm selbst dachte nicht an „Lebensraum im Osten“, sondern – ausgehend vom klassischen Kolonialismus der Kaiserzeit („Der deutsche Mensch [braucht] Raum um sich und Sonne über sich“) – an neuen „Lebensraum“ in Übersee.

### Grimms Verhältnis zum Nationalsozialismus
Grimm war bereits seit 1923 ein Sympathisant der Nationalsozialisten. Er setzte sich bei der Reichspräsidentenwahl 1932 offen im Göttinger Tageblatt für die Wahl Hitlers im zweiten Wahlgang ein.
Nach der „Machtergreifung“ 1933 wurde er wie eine Reihe weiterer bei den Nationalsozialisten angesehener Autoren (wie Börries Freiherr von Münchhausen, Ernst Jünger, Erwin Guido Kolbenheyer oder Hans Friedrich Blunck) zum Senator der Deutschen Akademie für Dichtung ernannt. Als einziger lehnte Jünger seine Berufung ab. Von 1933 bis 1935 amtierte Grimm als Präsidialrat der Reichsschrifttumskammer. Zudem schrieb er ab 1933 regelmäßig Artikel für die nationale, die Stellung des starken Staates betonende Wochenzeitschrift Deutsche Zukunft.
Im Jahr 1934 kritisierte Grimm in Briefen an den Reichsinnenminister Wilhelm Frick Wahlmanipulationen in Lippoldsberg und Übergriffe der SS auf einzelne Oppositionelle im Ort. 1935 wurde er aus dem Präsidialrat der Reichsschrifttumskammer entlassen. Dies änderte jedoch nichts an seiner positiven Grundhaltung zum NS-Regime. 1936 propagierte Grimm in der Zeitschrift Die neue Literatur gemäß der völkischen Rassentheorie den nordischen Herrenmenschen mit folgenden Worten: „daß eben wir Nordleute mit unseren verschiedenen Völkern mit unserem zutiefst gleichgearteten Wesen zu Vormännern dieser Erde berufen sind“. 1944 wurde Grimm in der Gottbegnadeten-Liste aufgeführt.
1938 kam es zu einem Konflikt mit Propagandaminister Joseph Goebbels. Dessen Inhalt ist nicht verifizierbar, da nur Selbstaussagen zur Verfügung stehen. Obwohl Grimm weder der NSDAP beitrat noch vollständig mit der NS-Ideologie übereinstimmte, sah er im „Dritten Reich“ die einzige Möglichkeit, seine kolonial-expansiven, sozialen und nationalistischen Ideen zu verwirklichen. Er sah sich – so ein Urteil von 2010 – als „Nationalsozialist außerhalb der Partei“. Hitler betrachtete er noch nach 1945 als einen „Reformator“.
Während des Zweiten Weltkriegs verschickte er seinen Roman Volk ohne Raum mit handschriftlicher Widmung an verwundete Soldaten aus Lippoldsberg, die im Lazarett lagen. 
Carl Zuckmayer schrieb in seinem 1943/44 entstandenen Geheimreport, Grimm sei „vermutlich heute, als Greis, kein Nazi, sondern ein vereinsamter deutschnationaler Eigenbrödler. Sicher hatte er sich die Nationale Erhebung anders gedacht, und soviel ich weiß hat er sich - wie manche, die vorher den aufkommenden Nazismus begünstigt hatten, zum Beispiel Spengler - nach der Machtergreifung ganz zurückgezogen und teilweise kritisch oder ablehnend geäußert.“
In der Sowjetischen Besatzungszone wurden seine Schriften Von der bürgerlichen Ehre und bürgerlichen Notwendigkeit, Glaube und Erfahrung, Von der deutschen Not, Englische Rede, Vom deutschen Kampf um den Raum, Der Ölsucher von Duala und Volk ohne Raum auf die Liste der auszusondernden Literatur gesetzt.
Seine Differenzen zum Nationalsozialismus hinderten ihn nicht daran, nach 1945 als Verharmloser desselben in Erscheinung zu treten. 1950 konnte er Die Erzbischofsschrift, in der er zwischen Hitler und der „nationalsozialistischen Idee“ unterscheidet und den Nationalsozialismus weiter als „revolutionär“ feiert, im Plesse-Verlag veröffentlichen. Er verteidigte den „ursprünglichen Nationalsozialismus“ und sprach von ihm als eine notwendige Maßnahme gegen die „Vermassung“ und somit gegen den „Verfall der europäischen Kultur“. Die Alliierten klagte er an, die Schuld an der Eskalation des Kriegs zu tragen. Er rechtfertigte sogar den Holocaust auf Grund eines verzerrenden Hinweises auf 5. Mose 20, V. 13, 16; die Schrift löste in Deutschland und im Ausland heftige Kritik aus.
1951 gründete er den „Klosterhaus Verlag“ in Lippoldsberg. Der Verlag vertrieb außer seinen gesammelten Werken (35 Bände, erschienen 1969–1981) auch Bücher einschlägiger Autoren wie Hans Venatier und Erich Glagau.
Die Entlastungsschrift Warum – woher – aber wohin (1954) wurde von der NPD als „grundlegende zeitgeschichtliche Auseinandersetzung“ empfohlen. Darin verteidigte und bagatellisierte Grimm unter anderem die Rassenpolitik und insbesondere den Antisemitismus des NS-Regimes, wie bereits 1969 angemerkt wurde. Der deutsche Volkskörper sei nach 1918 „erkrankt“. Dagegen hätten sich die „im Grunde religiösen Proteste“ des „echten Nationalsozialismus“ gerichtet, der einen „defensiven Antisemitismus als Abwehr der Zersetzung“ vertreten habe.
Beide Bücher wurden zwar von der Kritik einhellig abgelehnt, kamen jedoch beim Publikum gut an; sie erzielten hohe Auflagen. Grimm publizierte auch in der rechtsextremen Monatszeitschrift Nation und Europa.
Bei der Bundestagswahl 1953 kandidierte Grimm auf der Liste der rechtsextremen Deutschen Reichspartei (DRP). Für den Verband ehemaliger Internierter und Entnazifizierungsgeschädigter trat er als Redner auf. In seinem Vortrag nutzte Grimm die Parole „Du bist nichts, dein Volk ist alles“. 1955 wurde eine seiner Veranstaltungen verboten.
Seit den 1990er Jahren nahm die literaturwissenschaftliche Beschäftigung mit Grimm im Kontext der Aufarbeitung des NS-Regimes und seiner Vorgeschichte zu. Im Mittelpunkt standen dabei Grimms Beiträge zur Bekämpfung des Weimarer Verfassungsstaats, mit Volk ohne Raum zur Popularisierung des völkischen und nationalsozialistischen Mythos vom angeblich unzureichenden „Lebensraum“ und der damit begründeten Expansionspolitik und seine Wegbereiterrolle für einen westdeutschen Neonazismus.
Das Deutsche Literaturarchiv in Marbach übernahm 2008 die Bibliothek von Hans Grimm. Sie war zunächst in Familienbesitz geblieben und wurde dem Archiv zu Forschungszwecken als Stiftung übergeben.

## Lippoldsberger Dichtertage
An den von Grimm seit 1934 veranstalteten jährlichen „Lippoldsberger Dichtertreffen“ in seinem Haus durfte nach seinen Kriterien dabei sein, wer auf Teilnahme am „Kriegserlebnis“ 1914–1918 verweisen, ein anschließendes „wahres Leiden“ am „Volkszustand“ glaubhaft machen und eine „aufrechte Haltung“ gegenüber dem „Eigentlichen, Inneren des [deutschen] Reiches“ nachweisen konnte. Damit war ein breites nationalistisches Spektrum am rechten Rand eingeladen. Mit Kriegsbeginn wurden diese Treffen von Goebbels untersagt, da er sie in zunehmender Konkurrenz zu den offiziellen nationalsozialistischen Literaturtreffen sah. Ein letztes fand 1939 statt. Grimm, der sich im Kriegsverlauf zum offenen NS-Apologeten und Antisemiten entwickelt hatte, konstituierte den Kreis 1949 neu. Nun reduzierten die Teilnehmer sich auf ein enges Spektrum von „völkischen, radikalnationalistischen und neonationalsozialistischen“ Teilnehmern, darunter Hans-Ulrich Rudel. Die Treffen wurden zu einem „Kristallisationspunkt“ rechtsextremistischer Kultur und Kulturpolitik. Als solche stießen sie in der Region auf hohe Akzeptanz in der Presse, Politik und beim Fremdenverkehr. Eine neue, jugendliche Generation von Rechtsextremisten wurde an die Dichtertage herangeführt.
Nach Grimms Tod wurden die Zusammenkünfte von seiner Tochter Holle Grimm, Mitbegründerin der rechtsextremen „Gesellschaft für freie Publizistik“ und Erbin des von Grimm nach dem Ende des NS-Regimes gegründeten und ebenso rechtsextremen „Klosterhaus-Verlags“, bis 1981 fortgeführt. An den ersten Treffen nach 1949 nahmen 2.000 bis 3.000 Menschen teil, nach Grimms Tod sank die Teilnehmerzahl rapide. Zunehmend kam es zu antifaschistischen Protesten. Bei den letzten Dichtertagen 1981 waren es noch 200 Teilnehmer. Holle Grimms Aktivitäten setzte anschließend ihre langjährige Sekretärin Margret Nickel im gleichen Geiste fort. Sie vertreibt u. a. „Rechtsratgeber“ für „nationale Aktivisten“ und Schriften von Holocaust-Leugnern.
Der dem Werkkreis Literatur der Arbeitswelt verbundene Schriftsteller Hugo Ernst Käufer beschrieb 1975 die postnationalsozialistischen Dichtertage in einem Gedicht:
„In Lippoldsberg (3417) / an der schönen Weser / führen alljährlich im Sommer / die Nazis & ihr Gefolge / ihren Hexensabbat auf.“
Dazu gehörten auch Tagungen, so auch Treffen mit Holocaust-Leugnern (2009). Nickel ist Trägerin des Ehrenbriefs des Landes Hessen. Inzwischen will die Familie Grimm mit den rechtsextremistischen Aktivitäten der Voreltern nichts mehr zu tun haben („brauner Spuk“). Erstaunt ist sie darüber, dass „das braune Treiben … weitergeht“ und Ortsbevölkerung, Rathaus und Bürgermeister dazu schwiegen.
Teilnehmer waren unter anderem:
| - Paul Alverdes - Werner Beumelburg - Rudolf G. Binding - Herbert Böhme - Bruno Brehm - Hans Carossa - Hermann Claudius | - Margarete Dierks - Edwin Erich Dwinger - Joachim von der Goltz - Moritz Jahn - Erich Kernmayer - Peter Kleist - Erwin Guido Kolbenheyer | - Agnes Miegel - Eberhard Wolfgang Möller - Börries Freiherr von Münchhausen - Ursel Peter - Wilhelm Pleyer - Hans Ulrich Rudel - Ernst von Salomon | - Rudolf Alexander Schröder - Gerhard Schumann - Hans Venatier - Will Vesper - August Winnig - Heinrich Zillich |

## Zitate
„Hitler und die offizielle nationalsozialistische Parteileitung zogen mit ihren antisemitischen Aussprüchen und quälerischen Methoden ohne Zweifel den menschlich wohl zu erwartenden kriegstreiberischen Abwehrhaß des Weltjudentums auf uns […]“

## Schriften
- Südafrikanische Novellen. Langen/Müller, Frankfurt am Main 1913
- Der Leutnant und der Hottentott und andere afrikanische Erzählungen. Deutsche Hausbücherei, Hamburg 1913
- Der Ölsucher von Duala. Ein Tagebuch. Ullstein, Berlin 1918
- Die Olewagen-Saga. Albert Langen, München 1918
- Volk ohne Raum. Albert Langen, München 1926
- Die dreizehn Briefe aus Deutsch-Südwest-Afrika. Albert Langen, München 1928
- Das deutsche Südwester-Buch. Albert Langen, München 1929
- Der Schriftsteller und die Zeit. Bekenntnis. Albert Langen, München 1931
- Der Ölsucher von Duala. ein afrikanisches Kriegstagebuch. Hamburg 1931, unter Mitwirkung von Hans Aschenborn
- Die Geschichte vom alten Blute und von der ungeheueren Verlassenheit. Deutsche Buch-Gemeinschaft, Berlin 1931
- Meine geliebten Claudius-Gedichte. Auswahl aus den Versichern v. Hermann Claudius. Albert Langen / Georg Müller, München 1932
- Was wir suchen, ist alles. Drei Novellen. Berlin 1933
- Lüderitzland. Sieben Begebenheiten. München 1933
- Kaffernland : Eine deutsche Sage. In: Deutsche Rundschau 1935–36, in Buchform Lippoldsberg 1961
- Englische Rede. Wie ich den Engländer sehe. C. Bertelsmann, Gütersloh 1938
- Rußlanddeutsche und Donaudeutsche als Volksgruppen unterschiedlicher Fruchtbarkeit. In: DArchLandesVolksforschung 4, 1940
- Die Erzbischofschrift. Antwort eines Deutschen. Plesse-Verlag, Göttingen 1950
- Leben in Erwartung. Meine Jugend. Klosterhaus-Verlag, Lippoldsberg 1954
- Warum, woher, aber wohin? Vor, unter und nach der geschichtlichen Erscheinung Hitler. Klosterhaus-Verlag, Lippoldsberg 1954.
- Suchen und Hoffen. Klosterhaus-Verlag, Lippoldsberg 1960
- Die Thomas Mann Schrift. Klosterhaus-Verlag, Lippoldsberg 1972